# Cardioradiologia
La cardioradiologia è una branca specialista della radiologia.

## Esami
- Cardio-Risonanza magnetica, permette un'accurata valutazione del muscolo cardiaco. È in grado di definire con la massima precisione possibile la capacità globale del cuore (FE), la contrattilità (cinesi regionale) in tutti i settori del cuore, incluso l'apice del ventricolo sinistro ed il ventricolo destro. Attraverso la RM è possibile identificare la necrosi, la fibrosi e la sostituzione adiposa del muscolo cardiaco. Le indicazioni sono numerose ma in particolare è utilizzata nella valutazione delle Cardiomiopatie ed in special modo nella Cardiomiopatia Ipertrofiaca e nella Cardiomiopatia Aritmogena del ventricolo destro [1]. Inoltre è possibile definire l'estensione del tessuto necroticoinfartuato [2]. Oggi viene frequentemente utilizzata per diagnosticare la Miocardite. Inoltre risulta utile anche nel caso di patologie valvolari.
- Tomografia computerizzata cardiaca, fra cui la prima utilizzata la tomografia a fascio di elettroni, con cui valuta il calcio coronarico, tale valore può essere precisato anche con i tomografi multistrato [3]. La durata è di circa  20-30 minuti. A volte si somministrano durante l'esame dei β-bloccanti.
- Tomografia computerizzata Multistrato (TCMS) è di aiuto nel valutare la condizione e presenza delle stenosi coronariche[4].